# Siamés (banda)
Siamés es una banda de electropop rock argentina fundada en 2013 por Guillermo «Stoltz» Stölzing como vocalista y guitarrista y Juan Manuel «Blakk» Kokollo como tecladista y sintetizador. Se incluyeron miembros adicionales de la banda durante y después de la producción del primer álbum de estudio de la banda, con los miembros incluyendo a Barbie Williams (vocalista), Gonzo Rooster (guitarra), Tish Planes (vocalista), Lucas «Gato» Hernández (batería), Hutter Von Fonk (bajo) y Walter C. (guitarra).

## Historia
La banda comenzó como una colaboración entre los dos amigos haciendo canciones en inglés a pesar de ser de habla hispana. Stoltz había estado tocando como miembro de la banda Moodyman y Blakk era el programador de las bandas que tocaban en una fiesta llamada Roxtar, donde se conocieron. Primero armaron la canción «As You Get High» y luego rápidamente produjeron diez canciones más que finalmente se compilaron en el primer álbum de la banda, Bounce Into the Music, que se lanzó en agosto de 2016. Después de tocar en múltiples conciertos y como teloneros de bandas como The B-52's y The Magic Numbers, los dos creadores decidieron en 2015 arriesgarse y desarrollar «el primer video musical de anime de Argentina». Contrataron a un productor, Guillermo Porro, a The Rudo Company como artistas, y a un director, Fernando Suniga, para realizar el video. El primer sencillo del álbum, titulado «The Wolf», fue lanzado junto con dicho videoclip animado de la canción y desde entonces ha acumulado más de 120 millones de visitas en YouTube hasta mayo de 2021. Atribuyen el estilo sincopado de la canción con el video y el coro al estilo del director de cine francés Michel Gondry.
Después del lanzamiento de su álbum, se produjeron más sencillos para un álbum posterior, junto con otra canción animada titulada «Summer Nights» que tenía a Barbie Williams como vocalista. Este segundo álbum se tituló Home y fue lanzado el 13 de marzo de 2020. La banda afirmó que la inspiración para Home se basó en «la idea de que las personas quieren luchar por sus sueños y poder amar las cosas que les interesan, al mismo tiempo que luchan contra la oscuridad en su vida y su deseo de esperanza».
En febrero de 2023 antes de la esperada gira que se estaba gestionando en México, tanto la banda como el mismo cantante principal, Stoltz, anuncian abruptamente su salida del grupo, sin dar mucho detalle de los motivos. Tiempo después, a principios de marzo se da a conocer que su reemplazo sería el cantante argentino Sergio Bufi.

## Giras
La banda realizó su primera gira por Estados Unidos en enero/febrero de 2020, con una parada adicional en la Ciudad de México.
A principios de diciembre del 2022 se llevó a cabo la segunda gira por Estados Unidos y a principio de marzo del 2023 realizaron otra gira pero está vez en México

## Premios y honores
Un concurso de música celebrado en diciembre de 2016 llamado True Sounds y presentado por Ballantine's fue ganado por Siamés de 270 bandas independientes.

## Lectura adicional
- Peralta, Florence (23 de octubre de 2017). «Siamés: Llegando Al Éxtasis Musical». Revista G7. Consultado el 24 de noviembre de 2021.